# عصفة (رياح)

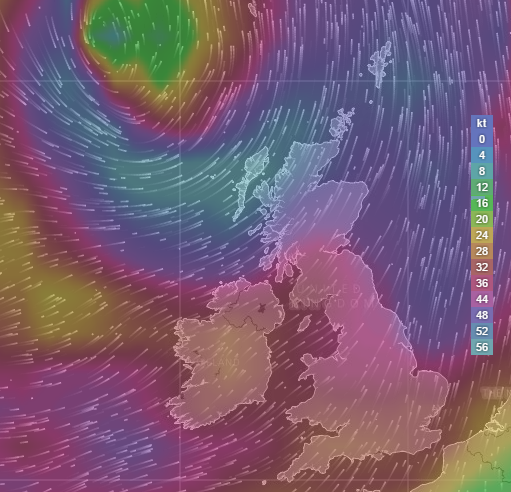
تتسارع العصفة أثناء عاصفة أبيجَيل في نوفمبر/تشرين الثاني عام 2015

العَصْفة هي زيادة مفاجئة وقصيرة في سرعة الرياح، وعادة ما تكون أقل من 20 ثانية. وهي ذات طابع عابر أكثر من الزوبعة التي تستمر دقائق، ويتبعها هدوء أو تباطؤ في سرعة الرياح. بشكل عام، تكون الرياح أقل عصفًا على الأسطح المائية الكبيرة وأكثر عصفًا على الأراضي الوعرة وبالقرب من المباني العالية.